# Franciszek Szamowski
Franciszek Szamowski herbu Prus I (ur. 1640?, zm. 1700) – stolnik łęczycki, poseł na sejmy.
Pisał się z Szamowa, położonego w województwie łęczyckim. Był najstarszym synem Stanisława, miał młodszego brata rodzonego Krzysztofa, który był żonaty z Teresą Skarbek h. Abdank.

## Życiorys
Pochodził z zacnego i starodawnego rodu senatorskiego. Franciszek aktywnie uczestniczył w życiu publicznym, uczestnicząc w sejmikach łęczyckich i posłując ze swojego województwa na sejmy. W styczniu 1659 r. wszedł do grona komisarzy woj. łęczyckiego, powołanej do ochrony dóbr szlacheckich przed nadużyciami niezdyscyplinowanych wojsk cesarskich, wspierających Rzeczpospolitą w wojnie ze Szwecją. W czerwcu tego roku został rotmistrzem pospolitego ruszenia tego województwa. W 1667 przewodniczył pięć razy obradom sejmiku łęczyckiego, poświęconym sprawom skarbowym. Na sejmie elekcyjnym w 1669 r. reprezentował woj. łęczyckie i poparł wybór Michała Korybuta Wiśniowieckiego na króla. Podczas obrad sejmu zwyczajnego w roku 1672 wraz z innymi posłami wywołał gniew króla nazywając jego strój „Błazeńskim”. Po śmierci króla, na konwokacji 1674 r. reprezentował szlachtę łęczycką, wziął także udział w elekcji tego roku i oddał głos na Jana Sobieskiego. W maju 1684 r. otrzymał nominacje na stolnika łęczyckiego. W następnych latach z przyczyn zdrowotnych nie uczestniczył w życiu samorządowym swego województwa.
Franciszek Szamowski posiadał kilka wsi, w większości w terytorium województwa łęczyckiego: Witaszewice, Wroczyny, Nowe Budki (obecnie Nowe Budy), Sójki i Roszkowo. Dnia 19 listopada 1700 r. spisał testament, w którym wyraził życzenie pochowania w Kościele Ojców Pijarów w Łowiczu, wybudowanego własnym sumptem przez jego stryja Jana Szamowskiego kasztelana gostyńskiego.
Przed 1670 r. poślubił Zofię Lutomierską, córkę Macieja i Anny z Tarnowskich h. Rola, pozostawili pięcioro dzieci.